# Doris Day
Doris Day (eredeti nevén Doris Mary Ann Kappelhoff) (Cincinnati, Ohio, 1922. április 3. – Carmel Valley Village, Kalifornia, 2019. május 13.) amerikai énekesnő, színésznő.

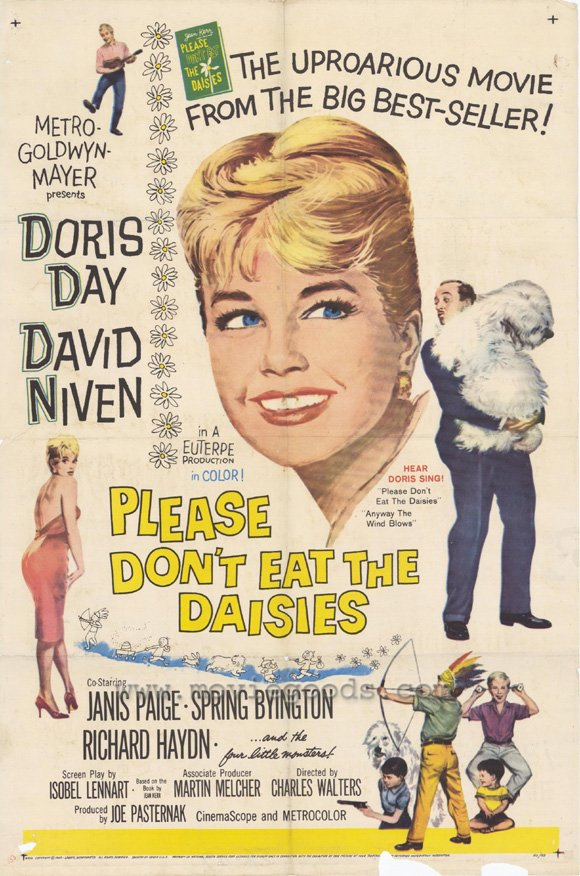
Filmplakát

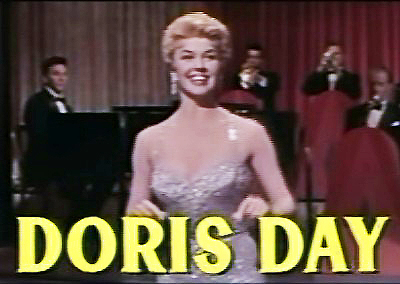

## Élete
Szülei: Alma Sophia Welz és William Kappelhoff. Mind a négy nagyszülője német származású volt, későbbi bevándorlók. Két idősebb fiútestvére volt, Richard még Doris születése előtt meghalt, Paul pár év múlva. Szülei elváltak. Az 1930-as években Cincinnatiben tanult táncolni, profi táncos szeretett volna lenni, de egy autóbalesetben eltört a lába. Ezután kezdett énekelni. Mikor Barney Rapp bandájában énekelt, kapta a „Day” nevet, mivel a Kappelhoff túl hosszú volt. Bob Crosbynál és Les Brownnál is énekelt. Ekkor készült az első lemezfelvétele „Sentimental Journey” címmel. A '60-as évek végén már nem volt rá szükség, ekkor forgatott utoljára filmet. Majd a televízió felé fordult, ahol 1973-ig önálló show műsora volt. Majd miután ennek is vége lett, végleg visszavonult. Ezután idejét az állatoknak szentelte, jelentős állatvédői munkát végzett. Még 95 évesen is jó egészségnek örvendett. Tüdőgyulladás okozta halálát 97 éves korában, 2019. május 13-án.

## Leghíresebb dalai
- Sentimental Journey (5 000 000 eladott lemez)
- My Dreams Are Getting Better All The Time (1 000 000 eladott lemez)
- It's Magic (1 000 000 eladott lemez)
- Again
- Love Somebody (Buddy Clarkkal közösen, 1 000 000 eladott lemez)
- Confess (Buddy Clarkkal közösen)
- Bewitched 1 000 000 eladott lemez)
- Shanghai
- Sugarbush (Frankie Lainenel közösen, 1 000 000 eladott lemez)
- Mister Tap Toe
- Secret Love (1 000 000 eladott lemez)
- If I Give My Heart to You (Denise Lor is előadta)
- I'll Never Stop Loving You (1 000 000 eladott lemez)
- Whatever Will Be, Will Be (Que Sera, Sera, 1 000 000 eladott lemez)
- Everybody Loves a Lover
- Move Over, Darling
- Perhaps, perhaps, perhaps

## Filmszerepei
- Románc a nyílt tengeren (1948)
- Az álmom a tiéd (1949)
- It's a Great Feeling (1949)
- A trombitás fiatalember (1950)
- Tea két személyre (1950)
- West Point-i történet (1950)
- Storm Warning (1951)
- A Broadway altatódala (1951)
- A Holdvilág-öbölben (1951)
- Látni foglak álmaimban (1951)
- Starlift (1951) (Cameo)
- The Winning Team (1952)
- Április Párizsban (1952)
- Ezüstös holdfényben (1953)
- Bajkeverő Jane (1953)
- Nekem kedvező (1954)
- Alapjában véve fiatal (1954)
- Szeress vagy hagyj el! (1955)
- Az ember, aki túl sokat tudott (1956)
- Julie (1956)
- Pizsama-játék (1957)
- A nagy riport (1958)
- A szerelem alagútja (1958)
- Vonat, szerelem és homár (1959)
- Párnacsaták (1959)
- Ne egyétek meg a százszorszépeket! (1960)
- Éjféli csipke (1960)
- Jer vissza, szerelmem! (1961)
- Egy kis ravaszság (1962)
- Jumbo (1962)
- Az egész izgalma (1963)
- Költözz át drágám! (1963)
- Ne küldj nekem virágot! (1964)
- Ne zavarj! (1965)
- Az üveg fenekű hajó (1966)
- Josie balladája (1967)
- Caprice (1967)
- Hol voltál, amikor kialudtak a fények? (1968)
- With Six You Get Eggroll (1968)
- A Doris Day Show (1968–1973)
- Szív és lélek (1993)